# Angualasto
Angualasto es una localidad perteneciente al Departamento Iglesia, ubicada en el extremo sureste del mismo, al extremo noroeste de la provincia de San Juan, Argentina.
Emplazada en el margen Oeste del Río Blanco, Angualasto está rodeado por un ambiente de montaña con escasa vegetación. 
Su principal vía de comunicación es la Ruta Provincial 430, que la conecta con el resto de las localidades del departamento Iglesia.
La comarca tiene importancia histórica y cultural, ya que en cercanías del actual poblado existe el yacimiento arqueológico de Angualasto, que ha sido declarado "Lugar Histórico Nacional", y la aldea arqueológica, que simultáneamente ha sido declarada "Monumento Histórico Nacional", ambos mediante Decreto N.º 2154/ 2009. El sitio arqueológico había sido declarado anteriormente como "Bien integrante del Patrimonio Natural y Cultural de la Provincia de San Juan", mediante la Ley Provincial N.º 1.700.

## Población
Cuenta con 303 habitantes (Indec, 2010), lo que representa un incremento del 7,8% frente a los 281 habitantes (Indec, 2001) del censo anterior.

## Turismo
Siguiendo la Ruta 430, asfaltada, en buen estado y bordeada de montañas de colores y formas impactantes aparece el apacible y bello poblado de Angualasto, un pequeño oasis agrícola donde se cultivan vides y trigo en pequeña escala, que son regados por las aguas de una vertiente natural de agua dulce que nace en la cima de la "Loma del Indio".

## Yacimiento arqueológico de Angualasto
Se halla ubicado al norte de la localidad homónima, adyacente al camino a Colangüil, a una altura aproximada de 1.700 m sobre el nivel del mar, con una extensión de 230 hectáreas. 
Dicho sitio contiene evidencias arqueológicas tales como ruinas de viviendas de distinto tipo, corrales, restos de obras hidráulicas, tumbas, etc. Se los atribuye a diferentes grupos étnicos prehispánicos y no incaicos, de carácter agropecuario, que ocuparon la región septentrional de la Provincia de San Juan, entre los años 50 y 1460 d. C.
En dicho lugar se hallaron también piezas textiles, alfarería, etc. Estas piezas fueron recuperadas en distintas campañas de campo realizadas desde el año 1978 por el arqueólogo Mariano Gambier, y se custodian en el Instituto de Investigaciones Arqueológicas y Museo "Profesor Mariano Gambier" de la ciudad de San Juan.

## Aldea arqueológica de Angualasto.
Dentro del yacimiento arqueológico, a una altura aproximada de 1.664 m sobre el nivel del mar, se ubica la aldea, que refleja el dominio de una cultura conectada con el noroeste argentino, pero a la vez, de notorias raíces locales. Ello se evidencia en la existencia de la tradicional casa semisubterránea usada en la región por diferentes grupos contemporáneos del Valle de Calingasta. En la zona principal de dominio de la cultura Angualasto no se advierte la presencia incaica, lo cual acentúa el carácter no foráneo de esta expresión urbana no hispana.

## Sismicidad
La sismicidad del área de Cuyo (centro oeste de Argentina) es frecuente y de intensidad baja, y un silencio sísmico de terremotos medios a graves cada 20 años en distintas áreas aleatorias.
Terremoto de Caucete 1977el 23 de noviembre de 1977, la región fue asolada por un terremoto y que dejó como saldo lamentable algunas víctimas, y un porcentaje importante de daños materiales en edificaciones.
Sismo de 1861aunque dicha actividad geológica catastrófica, ocurre desde épocas prehistóricas, el terremoto del 20 de marzo de 1861 (163 años) señaló un hito importante dentro de la historia de eventos sísmicos argentinos ya que fue el más fuerte registrado y documentado en el país. A partir del mismo la política de los sucesivos gobiernos mendocinos y municipales han ido extremando cuidados y restringiendo los códigos de construcción. Y con el terremoto de San Juan de 1944 del 15 de enero de 1944 (81 años) el gobierno sanjuanino tomó estado de la enorme gravedad sísmica de la región.
El Día de la Defensa Civil fue asignado por un decreto recordando el sismo que destruyó la ciudad de Caucete el 23 de noviembre de 1977, con más de 40.000 víctimas sin hogar. No quedaron registros de fallas en tierra, y lo más notable efecto del terremoto fue la extensa área de licuefacción (posiblemente miles de km²).
El efecto más dramático de la licuefacción se observó en la ciudad, a 70 km del epicentro: se vieron grandes cantidades de arena en las fisuras de hasta 1 m de ancho y más de 2 m de profundidad. En algunas de las casas sobre esas fisuras, el terreno quedó cubierto de más de 1 dm de arena.